# Imienin (gmina)
Imienin – dawna gmina wiejska istniejąca do 1928 roku w woj. poleskim II Rzeczypospolitej (obecnie na Białorusi). Siedzibą władz gminy był Imienin (325 mieszk. w 1921 roku).
Początkowo gmina należała do powiatu kobryńskiego. 12 grudnia 1920 r. została przyłączona do nowo utworzonego powiatu drohickiego pod Zarządem Terenów Przyfrontowych i Etapowych. 19 lutego 1921 r. wraz z całym powiatem weszła w skład nowo utworzonego województwa poleskiego. 1 stycznia 1926 roku część obszaru gminy Imienin przyłączono do gminy Braszewicze.
Gminę zniesiono 18 kwietnia 1928 roku, a jej obszar włączono do gmin Chomsk i Braszewicze.
Nie mylić z gminą Imielin.